# Benahavís
Benahavís település Spanyolországban, Málaga tartományban. Benahavís Estepona, Marbella, Istán, Parauta, Igualeja, Pujerra és Júzcar községekkel határos. Lakosainak száma 9077 fő (2024).

## Népesség
A település népessége az elmúlt években az alábbi módon változott:
| Lakosok száma | 2116 | 2265 | 3253 | 4373 | 5980 | 6660 | 7348 | 8085 | 8763 | 9077 |
|               | 2001 | 2004 | 2007 | 2009 | 2012 | 2014 | 2017 | 2019 | 2022 | 2024 |